# کلودیو مورل رودریگس
کلودیو مارسلو مورل رودریگس (اسپانیایی: Claudio Marcelo Morel Rodríguez‎؛ زادهٔ ۲ فوریهٔ ۱۹۷۸) بازیکن فوتبال اهل پاراگوئه است.
وی همچنین در تیم ملی فوتبال پاراگوئه بازی کرده‌است.